# Las horas (canción)
«Las horas» es una canción interpretada por la cantante chilena Denise Rosenthal, segundo sencillo de su segundo álbum, El blog de la Feña 2, banda sonora de la serie homónima.

## Videoclip
El videoclip fue dirigido por José Luis Guridi y fue producido por Bufonada Producciones.
En el video aparece Denise con un escotado, detrás de ella aparecen varios bailarines que bailan al son de la canción.

## Recepción
La canción al igual que «Eres la luz» logró llegar al puesto #1 en los 10+Pedidos de MTV Latinoamérica, donde pasó cerca de 3 meses en la lista y también alcanzó el #97 en TOP 100 de Chile.

## Listas de popularidad
| Ranking                     | Mejor posición |
| --------------------------- | -------------- |
| MTV Los 10 + Pedidos Centro | 4              |
| Chile: Top 100              | 97             |

## Anuales
| Ranking                     | Mejor posición |
| --------------------------- | -------------- |
| MTV Los 10 + Pedidos Centro | 20             |

## Premios y nominaciones
| Año  | Premio                | Categoría      | Resultado   |
| ---- | --------------------- | -------------- | ----------- |
| 2010 | Orgullosamente Latino | Canción Latina | Prenominada |